# Lash Out
«Lash Out» (англ. Накинутися) — третій сингл дебютного мініальбому німецько-канадсько-англійської співачки Еліс Мертон — No Roots.  Сингл вийшов 30 травня 2018.

## Список пісень
Міжнародне видання
1. "Lash Out" — 3:14

## Чарти
Тижневі чарти
| Чарт (2018)                                       | Місце |
| ------------------------------------------------- | ----- |
| Canada Rock (Billboard)                           | 22    |
| Croatian Singles Chart (Croatian Radiotelevision) | 65    |
| Italian Singles Chart                             | 66    |
| US Hot Rock Songs (Billboard)                     | 37    |
| US Rock Airplay (Billboard)                       | 22    |